# Molmeán
Molmeán es una aldea española situada en la parroquia de Monasterio, del municipio de Navia de Suarna, en la provincia de Lugo, Galicia.

## Demografía
| Gráfica de evolución demográfica de Molmeán entre 2000 y 2020 |
|                                                               |
| Datos según el nomenclátor publicado por el INE.              |